# 전동조
전동조(1967년~ )는 대한민국의 장르 소설 작가이다. PC통신 연재로 시작해 《묵향》, 《다크 레이디》, 《묵향의 귀환》의 묵향 시리즈 3부작을 썼고, 현재 4부《부활의 장》을 연재 중이다. 